# Emma Löwstädt-Chadwick

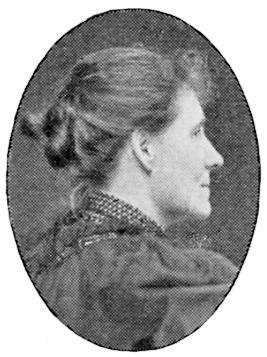
Emma Löwstädt-Chadwick, Fotografie um 1901

Emma Löwstädt-Chadwick (geboren als Emma Hilma Amalia Löwstädt am 10. August 1855 in Stockholm; gestorben am 2. Januar 1932 in Villeneuve-lès-Avignon) war eine schwedische Malerin und Grafikerin.

## Leben

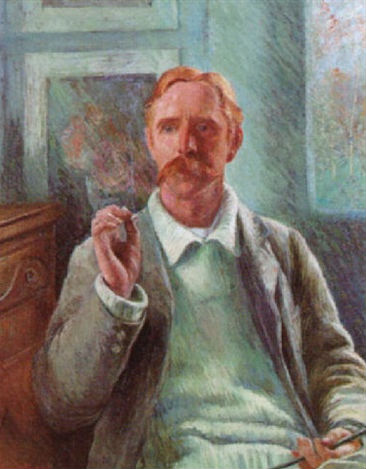
Emma Löwstädt-Chadwick: Porträt Francis Brook Chadwick

Emma Löwstädt kam 1855 als Tochter des Schneidermeisters Rudolf Löwstädt und seiner Frau Carolina Magdalena Sophia, geborene Nordqvist, in Stockholm zur Welt. Ihr Großvater war der Maler und Grafiker Carl Theodor Löwstädt. Ihre 1864 geborene Schwester Eva Löwstädt-Åström wurde später ebenfalls Malerin.
Nach der schulischen Ausbildung studierte Emma Löwstädt von 1874 bis 1880 an der Kunsthochschule Slöjdskolan (heute Konstfack) und an der Frauenklasse der Kungliga Konsthögskolan in Stockholm. Ein Stipendium erlaubte ihr 1879 eine erste Studienreise nach Frankreich, wo sie Paris, die Bretagne und Villerville in der Normandie besuchte. 1880 finanzierte ihr Vater eine weitere Frankreichreise. Mit ihrer Freundin, der Malerin Amanda Sidwall reiste sie nach Concarneau in der Bretagne und widmete sich dort der Freilichtmalerei. Zu ihren Motiven vor Ort gehörten Fischer und Hirten. Ab 1881 setzte sie ihre Studien in Paris fort und besuchte dort die Académie Julian und die Malklassen der Künstler Jean-Charles Cazin und Tony Robert-Fleury. Zu ihrem Pariser Freundeskreis gehörte die Malerin Marie Bashkirtseff, mit der sie zeitweilig ein Atelier teilte.

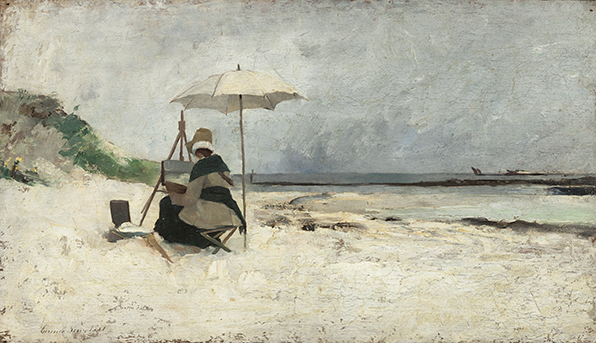
Emma Löwstädt-Chadwick: Strandparasollen, Bretagne (Porträtt av Amanda Sidwall), 1880

1881 debütierte Löwstädt im Salon de Paris und stellte das Portrait Mlle C aus. Danach zeigte sie dort regelmäßig ihre Werke. Löwstädt heiratete 1882 den wohlhabenden amerikanischen Maler Francis Brook Chadwick (1850–1942). Das Paar ließ sich in Grez-sur-Loing nieder, wo es 1891 die Pension Laurent kaufte, die als Treffpunkt der schwedischen Künstlerkolonie diente. Auf dem Grundstück ließ das Paar zudem ein eigenes Wohnhaus errichten.
Nachdem sie zunächst als Porträtmalerin gearbeitet hatte, widmete sich später hauptsächlich der Genremalerei. Sie unternahm mit ihrem Mann zahlreiche Reisen, die sie in die Vereinigten Staaten, nach Nordafrika, Italien und Großbritannien führten. Neben London besuchten sie auch die Künstlerkolonie St. Ives in Cornwall. 1889 zeigte Löwstädt-Chadwick Werke auf der Pariser Weltausstellung, 1893 stellte sie Gemälde auf der World’s Columbian Exposition in Chicago aus.
Löwstädt-Chadwick engagierte sich 1885 in Schweden in der Künstlergruppe Opponenterna und Mitglied des daraus hervorgegangenen Künstlervereins Konstnärsförbundet. Neben der Malerei widmete sie sich auch der Radierung und gehörte 1910 zu den Gründungsmitgliedern der Grafiska sällskapet (Grafische Gesellschaft). Ihre Werke befinden sich beispielsweise im Nordiska Museet und im Nationalmuseum in Stockholm.